# Équipe des îles Vierges des États-Unis de curling
L'équipe des Îles Vierges des États-Unis de curling est la sélection qui représente les Îles Vierges des États-Unis dans les compétitions internationales de curling. En 2017, les équipes ne sont pas classées.

## Historique
En 1991, les Îles Vierges des États-Unis deviennent membre de la Fédération mondiale de curling. Il n'y a pas de pratique de curling dans les Caraïbes et correspond plus à un affichage par des expatriés avec John F Foster et Claire Foster qui sont résident à Lancaster